# Epicallima
Epicallima är ett släkte av fjärilar som beskrevs av Dyar 1903. Epicallima ingår i familjen praktmalar, (Oecophoridae).
Släktet innehåller bara arten Snedfläckspraktmal Epicallima formosella.

## Bildgalleri

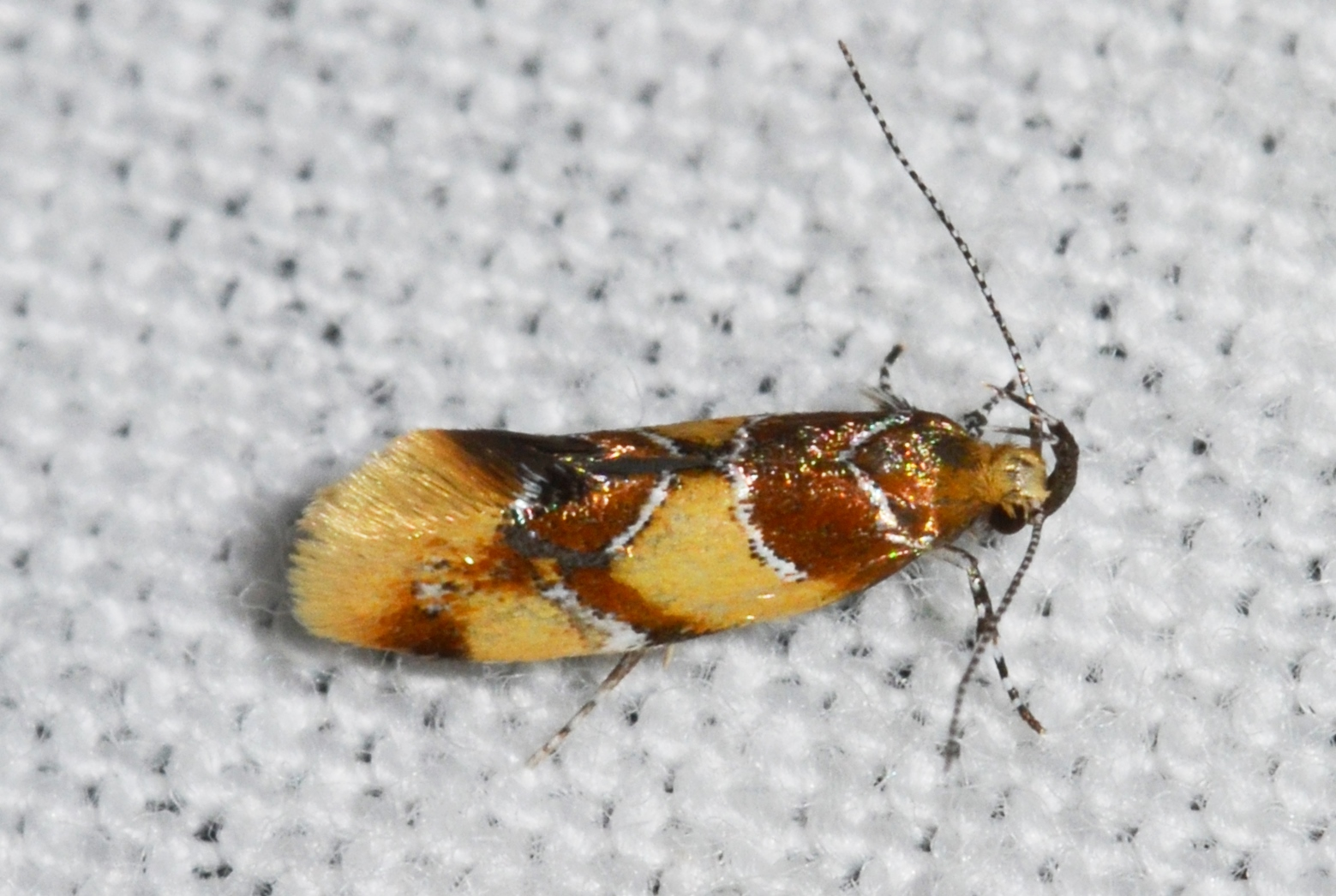
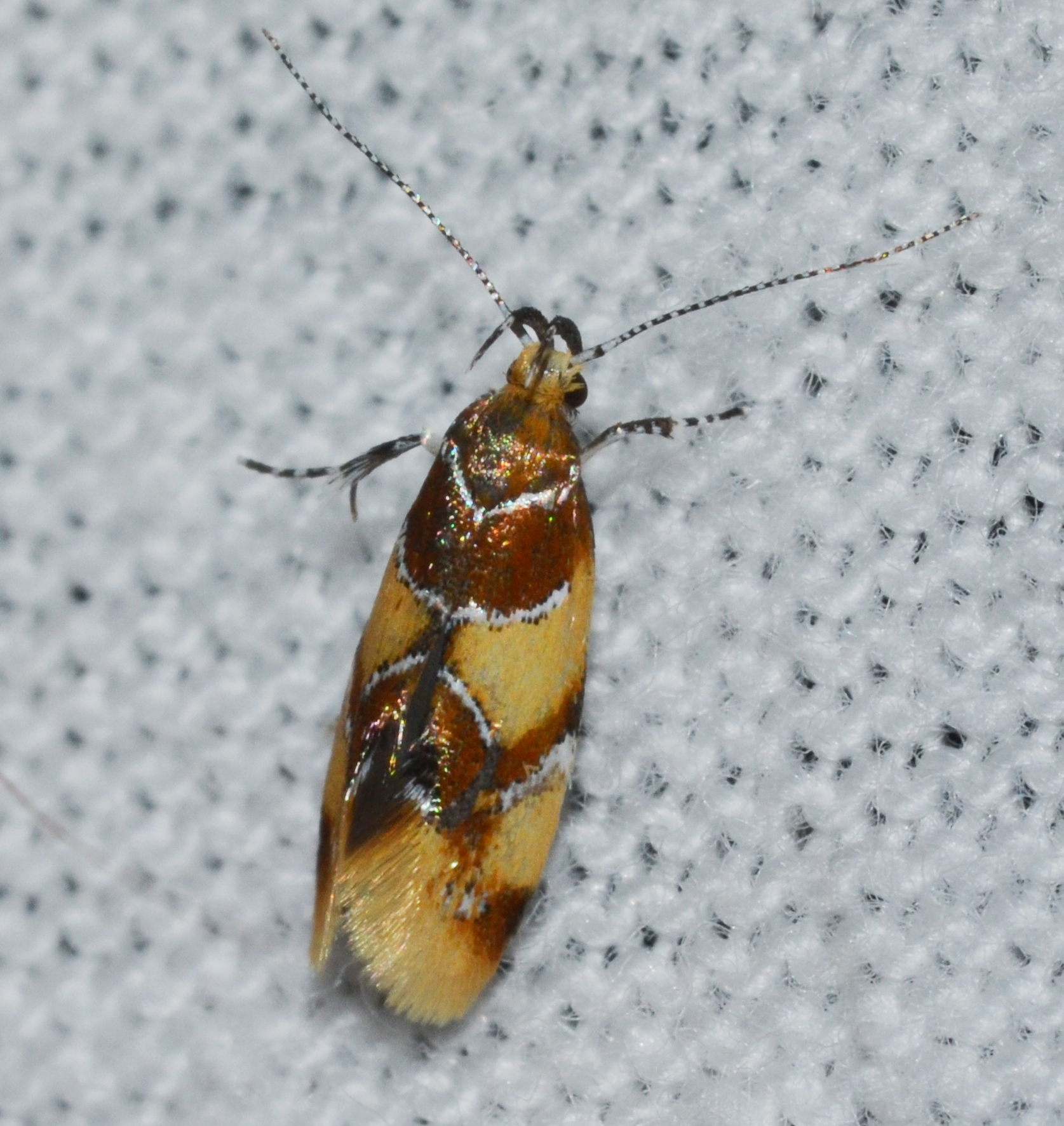
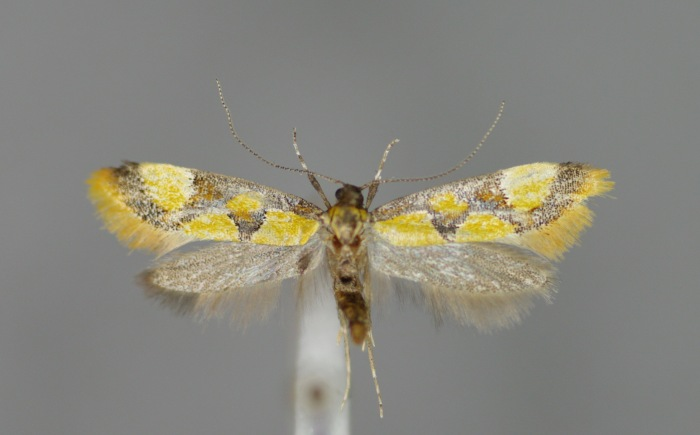